# Suore di Cristo
Le Suore di Cristo, ovvero Unione Mysterium Christi (in francese Sœurs du Christ, Union Mysterium Christi), sono un istituto religioso femminile di diritto pontificio.

## Storia
La congregazione è nata dall'unione di sette istituti religiosi francesi (le Suore della Croce, di San Quintino; le Figlie della Croce, di Parigi; le Figlie della Croce, di Le Puy-en-Velay; le Figlie della Croce, di Marchienne-Docherie; le Suore della Natività di Nostro Signore, di Villeneuve-lès-Avignon; le Suore della Provvidenza, di Corenc, e le Umili Ancelle di Cristo Re, di Ablon).
Quattro di esse avevano origini comuni, risalendo alla compagnia delle Figlie devote fondata il 4 agosto 1625 a Roye da Pierre Guérin, parroco di Saint-Georges, per l'educazione della gioventù. Guérin aiutò Marie L'Huiller de Villeneuve a organizzare anche a Parigi un istituto simile, dal quale negli anni si separarono varie case dando inizio a congregazioni autonome.
Esse sono:
- le Suore della Croce, direttamente risalenti alla congregazione fondata da Guérin a Roye. Trasferitesi a San Quintino nel 1672, ottennero il pontificio decreto di lode il 3 agosto 1878 e l'approvazione definitiva il 12 giugno 1899;[3]
- le Figlie della Croce, fondate a Parigi dalla de Villeneuve con l'aiuto di Guérin e separatesi dalla congregazione di Roye nel 1641. Papa Pio IX concesse loro il decreto di lode il 22 novembre 1853;[5]
- le Figlie della Croce, sorte dalla separazione delle suore della diocesi di Le Puy dalla congregazione di Parigi voluta dal vescovo Claude de la Roche-Aymon nel 1711;[6]
- le Figlie della Croce, fondate nel 1906 a Marchienne-Docherie da alcune suore provenienti da Limoges, costrette ad abbandonare la Francia dopo l'approvazione delle leggi anticongregazioniste.[7]

Le altre tre congregazioni sono:
- le Suore della Natività di Nostro Signore, fondate a Crest il 26 ottobre 1813 da Louis-Barthélemy Enfantin e da Jeanne de Croquoison Franssu, con costituzioni basate sulle regole di sant'Agostino e della Visitazione. Dopo la Rivoluzione contribuirono a risollevare le sorti delle Suore della Croce di Saint-Quentin. Ottennero il pontificio decreto di lode 19 gennaio 1855;[2]
- le Suore della Provvidenza, di Corenc, sorte nel 1824 per iniziativa di Claude Simon, vescovo di Grenoble, dalla separazione di alcune suore della Natività di Nostro Signore dalla casa-madre. Ricevettero il pontificio decreto di lode il 1º giugno 1899;[8]
- le Umili Ancelle di Cristo Re, fondate a Caen il 29 ottobre 1919 e approvate dal vescovo di Bayeux il 30 novembre 1922.[9]

Nel 1969 le congregazioni iniziarono a unirsi nella federazione Mysterium Christi e il 6 agosto 1976, con l'approvazione della Santa Sede, si fusero tra loro costituendo il nuovo istituto delle Suore di Cristo.

## Attività e diffusione
Le suore si dedicano all'apostolato in vari campi: dell'educazione, della pastorale, della salute, delle opere sociali.
Sono presenti in Belgio, Camerun, Cile, Francia, Italia, Madagascar, Regno Unito; la sede generalizia è a Parigi.
Alla fine del 2008 la congregazione contava 465 religiose in 67 case.